# マリ＝アニエス・ジロ
マリ＝アニエス・ジロ（Marie-Agnès Gillot、1975年9月7日 - ）は、フランスのバレエダンサー・バレエ指導者・振付家である。1985年にパリ・オペラ座バレエ学校に入学し、1990年、15歳のときにパリ・オペラ座バレエ団に入団した。長身を生かした躍動的な踊りや表現に定評があり、1999年にプルミエール・ダンスーズ、2004年にエトワールに昇進した。クラシック・バレエの諸作品はもとよりコンテンポラリー作品でも優れた舞台を見せて高く評価された。2018年3月にアデュー公演（退団公演）を行い、エトワールの座から退いた。しばしばマリ＝アニエス・ジローとも表記される。

## 経歴
カーンの生まれ。1985年、9歳のときにバレエを始め、パリ・オペラ座バレエ学校に入学した。12歳のときに1年間で身長が12センチメートル伸び、脊椎側彎症との診断を受けた。ジロは手術による弊害を避けるため、その代わりに補装具を装着することを選んだ。この補装具は踊りのときには外していたものの、装着の期間は6年に及び、その事実について彼女は仲間たちに隠し通していた。
1990年に年令制限の免除を受け、パリ・オペラ座バレエ団に15歳（14歳半とも）で入団した。入団後の昇進は順調で、1991年にカドリーユ、1992年にコリフェ、1994年にスジェとなった。コリフェ時代の1992年には、ヴァルナ国際バレエコンクールでファイナリストとなっている。
ジロは1999年にプルミエール・ダンスーズに昇格した。プルミエール・ダンスーズ昇格後は、ピエール・ラコット復元版『パキータ』のタイトル・ロールやルドルフ・ヌレエフ版『ラ・バヤデール』のニキヤとガムザッティ、『ドン・キホーテ』のキトリなどのクラシック・バレエの諸作品のほか、ジョン・ノイマイヤー、ジョージ・バランシン、ウィリアム・フォーサイス、ローラン・プティ、モーリス・ベジャールなど近現代の幅広い作品を踊りこなした。この時期のジロについては「最強のプルミエール・ダンスーズ」と形容する意見があったほどであり、エトワールへの任命が待望されていた。
ジロのエトワール任命は2004年3月18日のことで、カロリン・カールソン振付の『シーニュ』終演後であった。『シーニュ』はコンテンポラリー作品の1晩ものであり、この種の作品でのエトワール任命は異例のことと評価された。ジロはさらにレパートリーを広げ、2005年にピナ・バウシュ演出・振付のダンス・オペラ『オルフェとユリディス』、2006年にはベジャールの『ボレロ』（メロディ）を踊っている。2016-2017年のパリ・オペラ座バレエ団シーズン開幕公演『The Season's Canon』（クリスタル・パイト (en) 振付）のように、創作の過程を通して積極的にかかわったものもあった。
ジロは14年間にわたってエトワールの地位を務め、アデュー公演（引退公演）は2018年3月31日にガルニエ宮を会場として行われた。ジロがアデュー公演の演目として選んだのは、ピナ・バウシュの『オルフェとユリディス』（クリストフ・ヴィリバルト・グルック作曲）だった。演目の選択はバンジャマン・ミルピエ（パリ・オペラ座バレエ団元芸術監督）とともに行われ、オーレリー・デュポン（ミルピエの後任）もその選択を維持した。『オルフェとユリディス』は、パリ・オペラ座バレエ団での上演が決定した際にバウシュ自身がジロを主役に選んだという経緯があり、その成果を観客に再び見せるのは良いことという判断があった。
『オルフェとユリディス』終演後のカーテンコールは20分続き、舞台上にはクロード・ベッシーを始め、ブリジット・ルフェーヴル、ピエール・ラコット、オーレリー・デュポン、カロリン・カールソン、カデール・ベラルビやクレールマリ・オスタなど彼女のダンス生活に重要な役割を果たした人々が登場した。そして彼女の幼い息子と愛犬のゴールディも姿を見せた。
ジロは引退前のインタビュー（2016年）で、引退後の展望について次のように語っている。
主な受賞歴には、カルポー賞（1997年）、AROP観客賞（1998年）、ブノワ賞（2005年）、芸術文化勲章シュヴァリエなどがある。

## レパートリーと評価
パリ・オペラ座バレエ団は、1990年代の半ばからコンテンポラリー作品の上演に力点を置き始めている。この路線に乗ってまずスターダムにのし上がったのが、その強い個性で「炎のエトワール」という異名で呼ばれたマリ＝クロード・ピエトラガラであった。ジロはピエトラガラに続いてパリ・オペラ座バレエ団のコンテンポラリー路線を代表する存在と評価される。
ジロは長身を生かした躍動的な踊りや表現に定評がある。彼女はクラシック・バレエとコンテンポラリー作品の双方を幅広く踊りこなすダンサーを目標としていた。ピエール・ラコット復元版『パキータ』のタイトル・ロールや『ラ・バヤデール』のニキヤとガムザッティ、『ドン・キホーテ』のキトリなどのクラシック・バレエの諸作品も幅広く踊りこなすが、ジロの本領が発揮されるのはコンテンポラリー作品である。ジロについてオペラ座総裁のステファン・リスネールは「2004年カールソンの『シーニュ』でエトワールにノミネートされて以来、コンテンポラリー・ダンスにおいて芸術性を究極まで高めたオペラ座初のダンサー」と高い評価を与えている。
ジロはとりわけローラン・プティの振付作品において図抜けた存在感と表現力を示した。プティの『クラヴィーゴ』、『若者と死』、『カルメン』などで踊り演じた「ファム・ファタル」（宿命の女）で魅力を発揮し、ここでもピエトラガラの後継者的存在と高い評価を受けた。
ジロはクラシック・バレエとコンテンポラリー作品の双方を好んでいる。クラシックではプルミエール・ダンスーズ時代に初の大役として『ライモンダ』（ルドルフ・ヌレエフ振付）を踊った。ジロ自身はヌレエフと直接仕事をしたわけではないものの、彼の出演した『くるみ割り人形』に子役で出演したことがあった。ヌレエフの作品は技術的に難度の高く複雑なパの組み合わせが多いが、そこにアーティスティックな解釈を加えていくことは、困難を伴ったもののその一方で彼女にとってエキサイティングなできごとであった。
『パリ オペラ座バレエと街歩き』（2006年）収録のインタビューでは、好きなコンテンポラリー振付家としてカロリン・カールソン、マッツ・エク、そしてピナ・バウシュの名を挙げた。カールソンの「精神的で芸術的な作品」に心を惹かれ、エクの作品は「大好き!」だという。彼の『ジゼル』ではパリ・オペラ座バレエ団での初演以来コール・ド・バレエはもとより、バチルド、ミルタ、そしてタイトル・ロールのジゼルへと至るあらゆる役柄を踊った。ジロはエク版『ジゼル』について「私がジゼルを踊れる時が来るまで、エクがわざわざいろいろな役を踊らせてくれながら、待っていてくれたのだと思います」と述懐していた。
バウシュの『オルフェとユリディス』はすでに経歴の項で述べたとおり、バウシュがみずからジロを主役に選んだという経緯があった。この作品は彼女にとって大きな経験となり、のちに「体の奥底にまで入り込んでくる作品」と振り返っていた。アデュー公演でも、彼女はこの作品を踊っている。ジロは彼女の芸術とレパートリーをシンボライズする2人の振付家について「ピナとカールソンとは血がつながっているといえる。彼女たちが伝えたこと、彼女たちの存在や優しさ―すべてが私のキャリアにも大切なことなの」と述べていた。

## パリ・オペラ座外での活動
ジロはパリ・オペラ座バレエ団に在籍していた時期から、積極的に外部での活動を行っていた。バンジャマン・ビオレのために彼女自身が振り付けて踊ったクリップ『La Superbe』はフランス国内でナンバー1の人気を得た。
ジロにはダンサーや振付以外でも仕事のオファーが多かった。その中には、往年のハリウッド女優たちに扮しての撮影というリクエストもあった。彼女はこのオファーについて「自分以外の人物になりきるという点では、バレエと同じね。（中略）大きな車とかを借りて、ハリウッドの良き時代を再現するのよ。エヴァ・ガードナーとか、本当の意味でのスターが存在した昔のハリウッドは大好き」と評していた。
積極的な活動の理由は、ジロ自身によると「新しいことをするため」である。その契機となったのは、ソフィ・カルとの出会いに刺激を受けたことであった。カルの仕事に対する姿勢をみて、ジロは自らもダンスについて別の形態で発展を試みたいと考え始めた。コンテンポラリー・アートは自己表現法の新しい形としてジロの興味を強くかきたて、ダンスと特にコンテンポラリー・アートを結合させて、新たな表現のフォルムを創り出すことを目指すようになった。2016年の10月には作家のエリック・レイナルトとのコラボレーションで『Brigadoon』という作品を発表した。この作品はかつてジロがレイナルトのために創作した作品を彼女が再度踊り、彼がそれを語るという「舞踏朗読」（ジロの表現による）というべき新しいコンセプトの作品であった。
ジロは社会的な活動にもかかわっている。彼女はハプニング的なイベントとしてルーヴル美術館のピラミッドの下で一般人を率いて踊り、成功に導いた。このイベントは病気の子供たちへの援助を内容とする慈善団体「La Chaine de l'Espoir」（希望の鎖）を宣伝するためのもので、彼女以外にマチアス・エイマン、ジェレミー・ベランガール、オーレリー・デュポンを始めとする多くのダンサーたちが賛同し協力した。ジロにとってこのイベントは「ダンサーと一般人が一丸となって発するポジティブで幸せ感いっぱいのエネルギー」を受け止める素晴らしい経験となった。

## 人物
ジロはアルティナイ・アスィルムラートワに心酔し、目標としていた。アスィルムラートワの舞台を観る機会こそ少なかったものの、そのたびに「貴重で素晴らしい経験」であったという。
ジロは『ダンスマガジン 2001年1月号』掲載のインタビューにおいて「私にとって、ダンスはすべてであると同時に無でもあります」と述べていた。ダンスなしでは生きられない人生であってもそれのみでは空しいことであり、必ず別の場所に立ち戻る必要があるため、彼女はあえてダンスから距離を置く生活を時折送るように心がけていた。
彼女はファッションに強い関心を抱いていて、キッズブランドの「ボンポワン」（BONPOINT）のショーでダンスを披露したり、プレタポルテ「メゾン・ラビ・ケルーズ」（Maison Rabih Keyrouz）のファッション・ショーで企画構成を手がけたりしている。後者ではパリ・オペラ座の女性ダンサー10名にも出演を依頼し、彼女たちは1人につき3着をショーで披露した。ジロ自身は15分という短い持ち時間の上にソロでの踊りもあったため、2着を披露するのが限界であったが「ただモデルが着て歩くより、私たちがしたように服に動きを加えると、服はより美しくみえますね」と感想を述べている。
日々多忙なジロではあるが、余暇には映画や芝居、そして料理を楽しみ、パリ・オペラ座バレエ団以外のカンパニーの舞台を鑑賞することもある。さらにファンを大切にしていて「とても優しい」と評されている。
ジロは18歳のときにバレエ教師の資格を取得している。彼女はトリノ近郊のモンカルヴォに創設されたバレエ学校（Orsolina 28）の命名者となった。この学校では偉大な振付家や指導者に指導を受けてきた自身の経験をもとに、その教えを後進に伝えることを目指すものである。

## 主な出演（映像）
- 『エトワール』（fr:Tout près des étoiles,2000年）[22][23]
- 『カルメン/若者と死』（2005年）[1]
- 『オーロラ』（2006年）[24][23]
- 『パリ・オペラ座のすべて』（2009年）[25][23]
- 『パリ・オペラ座「バレエ・リュス」』（2009年）[26][23]
- 『バレエに生きる パリ・オペラ座のふたり』（2011年）[27][23]
- パリ・オペラ座バレエ・シネマ『パリ・オペラ座ダンスの饗宴』[28][23]